# Јосип Пејаковић
Јосип Пејаковић (Травник, 5. март 1948 — Сарајево, 18. јул 2025) био је југословенски филмски глумац и драмски писац.

## Биографија
Почео је као певач травничке рок групе Везири, а након његовог одласка на то место је дошао Сеид Мемић Вајта. Након кратке певачке каријере Јосип се посветио глуми. Почео је у аматерском позоришту у Травнику, а убрзо је отишао у Сарајево где је постао познат широј публици.
Прославио се монодрамама: Он мени нема Босне, Ој животе и О, избјеглице. Играо је мање улоге у телевизијским серијама и филмовима, али је најзапаженије улоге одиграо у великом филмском остварењу Глуви барут, у улози четничког војводе Тривуна Дракулића, те у великом телевизијском остварењу Соје Јовановић, Бранка Ћопића и Арсена Диклића Осма офанзива, у улози партизанског борца и колонисте Пепе Бандића.
По његовој тврдњи нема га у филмовима због његових политичких ставова и деловања. Залагао се за идеје Анте Марковића.

## Болест и смрт
Јосип Пејаковић је од 2017. до 2019. године оперисан преко седамнаест пута због великих кардиоваскуларних проблема и компликација са болничком бактеријом због које му је ампутирана лева нога. Појављивао се повремено у медијима непосредно пред смрт уз веома отежано кретање. Преминуо је у Сарајеву 18. јула 2025. године после дуге и тешке болести у 77. години живота.

## Улоге
| Год.   | Назив                               | Улога                   |
| ------ | ----------------------------------- | ----------------------- |
| 1960-е |                                     |                         |
| 1968.  | Уђи, ако хоћеш                      |                         |
| 1970-е |                                     |                         |
| 1972.  | Увријеђени човјек (ТВ)              | Партизан                |
| 1974.  | Ој, животе (ТВ)                     |                         |
| 1975.  | Стијена (ТВ)                        |                         |
| 1975.  | Одборници (серија)                  |                         |
| 1975.  | Благо у дувару (ТВ)                 |                         |
| 1977.  | Поробџије (серија)                  |                         |
| 1977.  | Сви моји пријатељи (ТВ)             |                         |
| 1977.  | На шареном ћилиму (ТВ)              |                         |
| 1978.  | Папирна (ТВ)                        |                         |
| 1978.  | Људски фактор (ТВ)                  | Гаро                    |
| 1979.  | Дјетињство младости (серија)        |                         |
| 1979.  | Осма офанзива (серија)              | Пепо Бандић             |
| 1980-е |                                     |                         |
| 1981.  | Веселин Маслеша (ТВ)                |                         |
| 1983.  | Хасанагиница (ТВ)                   | Бег Пинторовић          |
| 1985.  | Указање Госпе у селу Грабовица (ТВ) |                         |
| 1988.  | Вук Караџић (серија)                | Војко Зидар             |
| 1989.  | Кудуз (серија)                      |                         |
| 1990-е |                                     |                         |
| 1990.  | Мајстори мрака (ТВ)                 | Управник затвора        |
| 1990.  | Глуви барут                         | Војвода Тривун Дракулић |
| 1991.  | Замка за птице (ТВ)                 | Мауро                   |
| 1997.  | Савршени круг                       | Марко                   |
| 2000-е |                                     |                         |
| 2006.  | Све џаба                            | Брко                    |
| 2007.  | Тешко је бити фин                   | Хасан                   |
| 2010.  | Белведере                           |                         |

## Филмски сценарији
| Година | Назив              |
| ------ | ------------------ |
| 1978.  | Људски фактор (ТВ) |